# Tell 'Em I'm Gone
Tell 'Em I'm Gone es un álbum de estudio del cantautor británico Yusuf (más conocido como Cat Stevens), publicado el 27 de octubre de 2014 por Legacy Recordings. El álbum fue producido por Rick Rubin y Yusuf.

## Lista de canciones
Todas escritas por Yusuf, excepto donde se indique.

| N.º | Título                                                  | Duración |  |
| 1.  | «I Was Raised in Babylon»                               | 3:53     |  |
| 2.  | «Big Boss Man» (Luther Dixon, Al Smith)                 | 3:10     |  |
| 3.  | «Dying to Live» (Edgar Winter)                          | 3:47     |  |
| 4.  | «You Are My Sunshine» (Jimmie Davis, Charles Mitchell)  | 3:13     |  |
| 5.  | «Editing Floor Blues»                                   | 3:42     |  |
| 6.  | «Cat and the Dog Trap»                                  | 3:22     |  |
| 7.  | «Gold Digger»                                           | 4:34     |  |
| 8.  | «The Devil Came from Kansas» (Gary Brooker, Keith Reid) | 3:42     |  |
| 9.  | «Tell 'Em I'm Gone»                                     | 3:12     |  |
| 10. | «Doors»                                                 | 3:22     |  |

## Listas de éxitos
| Lista (2014)                     | Posición |
| -------------------------------- | -------- |
| Australia (ARIA)                 | 24       |
| Austria (Ö3 Austria)             | 15       |
| Bélgica (Ultratop flamenca)      | 94       |
| Bélgica (Ultratop valona)        | 69       |
| Francia (SNEP)                   | 90       |
| Italia (FIMI)                    | 30       |
| Suiza (Schweizer Hitparade)      | 39       |
| Reino Unido (UK Albums Chart)    | 22       |
| Estados Unidos (Billboard 200)   | 24       |
| Estados Unidos (Folk Albums)     | 2        |
| Estados Unidos (Top Rock Albums) | 6        |